# Марто, Луи-Иньяс
Луи-Иньяс Марто (фр. Louis-Ignace Marthod; 1771—1812) — французский военный деятель, полковник (1809 год), барон (1810 год), кавалерист, участник революционных и наполеоновских войн.

## Биография
Начал службу в 1792 году в легионе Аллоброгов, участвовал в кампании 1793 года. Произведён в лейтенанты 15-го драгунского полка. В 1796 году переведён в Италию, отличился 10 сентября 1796 года у Виченцы. С одним взводом он разбил эскадрон австрийских гусар, захватил мосты и до 800 противников. За храбрые действия в Аркольском сражении 15 марта 1797 года произведён в капитаны. В следующем году отправляется с Восточной армией в Египет. По возвращении во Францию, в феврале 1803 года производится в командиры эскадрона, 29 октября 1803 года – майор 23-го драгунского полка.

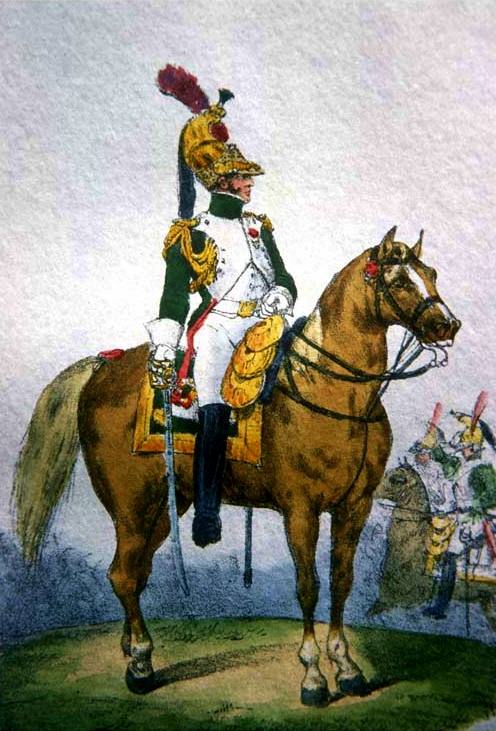
Офицер драгун Императорской гвардии, художник Карл Верне.

8 июля 1807 года Марто зачислен в полк драгун Императорской гвардии. В 1808 году участвует в войне в Испании. 5 июня 1809 года – майор гвардии, и заместитель командира полка драгун Императорской гвардии.
Принимает участие в Русской кампании 1812 года. 25 сентября недалеко от Москвы, у Бурзово, находясь в разведывательном рейде, сталкивается с казаками. Не дав последним опомнится, атакует их и обращает в бегство, потом он обрушивается на находившийся неподалёку кирасирский полк. Однако к русским подходят всё новые подкрепления, и в скором времени отряд драгун оказывается окружён 4,000 противников. Драгуны попали в засаду. Гвардейцы держатся, сражаются с редкой отвагой и пробиваются сквозь ряды врагов. Но Марто повезло меньше: раненый несколько раз, в том числе двумя ударами саблей в левое бедро, он был взят в плен, такая же участь постигла ещё двадцать его товарищей. Он умер от ран в плену, в Калуге, 5 октября 1812 года.

## Воинские звания
- Капитан (15 марта 1797 года);
- Командир эскадрона (февраль 1803 года);
- Майор (29 октября 1803 года);
- Командир эскадрона гвардии (8 июля 1807 года);
- Майор гвардии (5 июня 1809 года).

## Титулы
- Шевалье Марто и Империи (фр. chevalier Marthod et de l'Empire; 10 сентября 1808 года);
- Барон Марто и Империи (фр. baron Marthod et de l'Empire; декрет от 15 марта 1810 года, патент подтверждён 6 октября 1810 года)[1].

## Награды
- Легионер ордена Почётного легиона (25 марта 1804 года);
- Офицер ордена Почётного легиона (16 ноября 1808 года).